# Eleitor infiel

Estados que impõem sanções em alguma medida a eleitores infiéis

Nas eleições presidenciais nos Estados Unidos, um eleitor infiel (em inglês:  faithless elector) é uma pessoa que é apontada para o Colégio Eleitoral sob a promessa de votar em um determinado candidato, mas que vota em um candidato diferente. Diferencia-se, portanto, do eleitor descomprometido, uma figura mais rara e obscura que é apontada sem fazer qualquer promessa de voto.

## História
Inicialmente, os membros do Colégio Eleitoral não necessariamente recebiam a obrigação de votarem em candidatos específicos. As eleições de 1789 e 1792 escolheram George Washington unanimemente, não deixando espaço para controvérsia, mas a escolha de Washington em não buscar um terceiro turno resultou em eleições mais concorridas em 1796, já com alguns compromissos de voto dentro de partidos individuais. Neste contexto, as eleições já viram seus primeiros 19 eleitores infiéis que se recusaram a votar no candidato vice-presidencial federalista Thomas Pinckney, com um deles, Samuel Miles, recusando-se também a votar no candidato presidencial John Adams, preferindo votar no Democrata-Republicano Thomas Jefferson.
Ao todo, historicamente, até as eleições de 2016 houve 165 eleitores presidenciais na história estadunidense não votaram no candidato previamente jurado. Destes 165, contudo, 71 o fizeram após a morte do candidato jurado (63 em 1872 após a morte do candidato presidencial liberal-republicano Horace Greeley e 8 em 1912 após a morte do candidato vice-presidencial republicano James S. Sherman) e uma não votou em qualquer candidato (Barbara Lett-Simmons, que havia jurado votar em Al Gore e Joe Lieberman em 2000). Apenas o supracitado Samuel Miles votou no principal oponente do candidato jurado. Nas eleições de 1988, uma eleitora buscou expor o risco dos eleitores infiéis votando no candidato que havia jurado para a presidência para a vice-presidência e vice-versa (invertendo, assim, os votos em Lloyd Bentsen e Michael Dukakis). Em 2004, enfim, um eleitor anônimo, jurado para votar em John Kerry para a presidência e John Edwards para a vice-presidência, votou em "John Ewards", o que se presume ter sido um erro.
Hoje, boa parte dos estados têm leis compelindo a fidelidade eleitoral em diferentes medidas, geralmente se invalidando votos infiéis, e podendo impor sanções a eleitores infiéis. Na Carolina do Sul e no Novo México, particularmente, o voto infiel é criminalizado.